# 永登县
永登县是中华人民共和国甘肃省兰州市下属的一个县。东经102°36’－103°45’，北纬36°12’－37°07’。与之接壤的县市有：东边皋兰县、景泰县，西边青海省民和回族土族自治县和天祝藏族自治县，南边兰州市红古区和西固区，北边天祝藏族自治县。面积6090平方公里，2003年人口50万。邮政编码 730300，县政府驻城关镇。

## 歷史
汉昭帝始元六年（前81年），汉朝設置金城郡，朝廷在現今永登县境内設置浩亹、令居、枝阳、允街4县。东汉末年，曹操统一中国北方后，廢除枝阳县，令居、允街、浩亹3县保留。西晋末年，凉州刺史张寔再次设立枝阳县。建兴四年（316年），當局從令居、枝阳二县當中劃出永登县，並設立广武郡，令居、枝阳、永登均屬於广武郡。元代時名為庄浪县。明代時庄浪县先后改称庄浪卫和庄浪守御千户所。清朝雍正年間庄浪卫改为凉州府平番县及庄浪厅。中華民国十六年（1927年），平番县更名为永登县。

## 行政区划
永登县下辖12个镇、3个乡：
城关镇、红城镇、中堡镇、武胜驿镇、河桥镇、连城镇、苦水镇、大同镇、龙泉寺镇、树屏镇、柳树镇、通远镇、坪城乡、民乐乡和七山乡。

## 交通
- 312国道、 341国道过境。
- 兰新铁路：永登站